# 哪裡怕
《哪裡怕》為台灣男子團體Lollipop棒棒堂的第一張專輯，於2007年12月9日進行全面預購，亦於同年2007年12月28日正式發行。此碟初版發行了兩個版本，分別為"小巨蛋限定版"及"影音合體版"。另外Lollipop棒棒堂在2008年1月26日在小巨蛋開唱，此舉也將創下小巨蛋的紀錄，Lollipop棒棒堂成為以新人第一張專輯之姿在小巨蛋開唱的偶像團。
EMI在2008年2月1日推出《Lollipop棒棒堂 哪裡怕 改版簽名專輯》限量炫光珍藏版，在台灣及香港同步發行。CD+DVD 限量20,000份。

## 曲目
- 小巨蛋限定版（發行日：2007年12月28日）

- CD

1. YES
2. 我們之間
3. 夢想巴士
4. 變身三分鐘
5. 哪裡怕
6. 幸福就好
7. 跟著我的Tempo（填詞:小煜）
8. 我已經長大
9. 那一天
10. Make Me a Fool（獨唱+填詞+作曲:小煜）

- DVD

1. 「Lollipop棒棒堂 小巨蛋前哨戰」影像紀錄前傳

- 影音合體版（發行日：2007年12月28日）

- CD

1. YES
2. 我們之間
3. 夢想巴士
4. 變身三分鐘
5. 哪裡怕
6. 幸福就好
7. 跟著我的Tempo（填詞:小煜）
8. 我已經長大
9. 那一天
10. Make Me a Fool（獨唱+填詞+作曲:小煜）

- DVD

1. 「Lollipop棒棒堂 小巨蛋前哨戰」影像紀錄前傳

- 限量炫光珍藏版（發行日：2008年2月1日）

- CD

1. 我們之間
2. 夢想巴士
3. 變身三分鐘
4. 哪裡怕
5. 幸福就好
6. 跟著我的Tempo（填詞:小煜）
7. 我已經長大
8. 那一天
9. Make Me a Fool（獨唱+填詞+作曲:小煜）
10. 苦茶（Lollipop棒棒堂 男聲演唱會先聽版）

- DVD

1. 「我們之間」完整MV及幕後花絮
2. 「哪裡怕」完整MV及幕後花絮
3. 「夢想巴士」完整MV及幕後花絮
4. 「#6棒小巨蛋演唱會前夕心情紀實」